# Новая Ягница
Новая Ягница — деревня в Череповецком районе Вологодской области.
Входит в состав Ягницкого сельского поселения, с точки зрения административно-территориального деления — в Ягницкий сельсовет.
Расстояние по автодороге до районного центра Череповца — 113 км, до центра муниципального образования Ягницы — 3 км. Ближайшие населённые пункты — Ягница, Задние Чуди, Средние Чуди.
По переписи 2002 года население — 19 человек.